# Otkrivanje lekova
U poljima medicine, biotehnologije i farmakologije, otkrivanje lekova je proces kojim se otkrivaju ili dizajniraju lekovi.
U prošlosti su mnogi lekovi otkriveni bilo putem identifikacije aktivnog sastojka iz tradicionalnih lekovitih materijala ili putem slučajnih otkrića. Kako se naše razumevanje bolesti poboljšalo do stepena da je poznato kako se bolesti u infekcije kontrolišu na molekularnom i fiziološkom nivou, postalo je moguće da se traže jedinjenja koja specifično modulišu te biološke molekule, na primer primenom visokopropusnim skriningom. Isto tako postalo je moguće da se razume oblik bioloških molekula na atomskom nivou, i da se to znanje koristi za dizajn potencijalnih lekova.
Proces otkrivanja leka obuhvata identifikaciju kandidata, sintezu, karakterizaciju i testiranje terapeutske efikasnosti. Nakon što se nađe jedinjenje koje zadovoljava te preliminarne kriterijume, počinje proces razvoja leka kojem slede klinička ispitivanja.
Uprkos napretka u tehnologiji i razumevanju bioloških sistema, proces otkrivanja lekova je još uvek dugotrajan, skup, težak, i neefikasan. Broj otkrića novih lekova je veoma mali. Trenutno su troškovi istraživanja i razvoja svakog novog molekulskog entiteta (NME) približno US $1,8 milijardi.

## Literatura
- Gad, Shayne C. (2005). Drug discovery handbook. Hoboken, N.J: Wiley-Interscience/J. Wiley.
- Madsen, Ulf; Krogsgaard-Larsen, Povl; Liljefors, Tommy (2002). Textbook of drug design and discovery. Washington, DC: Taylor & Francis.

## Spoljašnje veze
- Uvod u otkrivanje lekova
- Farmaceutska istraživanje i proizvodnja Amerike
- Evropska medicinska agencija